# 布科拉·奥洛帕德
布科拉·奥洛帕德（Bukola Olopade）是一位尼日利亚的體育行政官員。他曾任奧貢州青年與體育委員會專員兩屆，並擔任 2024 年全國體育節的地方組織委員會主席。  

## 職業
2024年11月14日，博拉·蒂努布總統任命奧洛帕德為國家體育委員會的新任總幹事。他也是阿貝奧庫塔風暴足球俱樂部（英語：Abeokuta Stormers SC）的主席。